# は・じ・め・ま・し・て - Honey Come Kimiee -
『は・じ・め・ま・し・て - Honey Come Kimiee - 』（は・じ・め・ま・し・て - ハニー・カム・キミー - ）は日本の元アイドル歌手・水野きみこのファースト・アルバムであり、水野が発表した唯一のオリジナル・アルバムである。1982年7月にポリドールレコードから発売された。帯コピーは「は・に・か・む・キ・ミ・が・好き・な・ん・だ」。

## 収録曲
SIDE 1
1. Summery Prelude  (3:49)
  - 作詞：森田由美 / 作曲：木村真由美 / 編曲：藤田大士 / コーラス・アレンジ：広谷順子
2. 恋は南風  (2:50)
  - 作詞：阿里そのみ / 作曲：林哲司 / 編曲：大谷和夫 / コーラス・アレンジ：広谷順子
3. 禁じられた遊び  (3:42)
  - 作詞：伊藤薫 / 作曲：伊藤薫 / 編曲：馬飼野康二 / コーラス・アレンジ：広谷順子
4. 五月生まれ  (3:38)
  - 作詞：竹内まりや / 作曲：竹内まりや / 編曲：若草恵
5. 私のモナミ  (3:23)
  - 作詞：尾関昌也 / 作曲：尾関裕司 / 編曲：大村雅朗

SIDE 2
1. "好き"と言えたら  (3:27)
  - 作詞：阿里そのみ / 作曲：広谷順子 / 編曲：馬飼野康二 / コーラス・アレンジ：広谷順子
2. 小さな恋のメロディ  (3:21)
  - 作詞：伊藤薫 / 作曲：伊藤薫 / 編曲：大村雅朗
3. ファニーガール  (3:31)
  - 作詞：尾関昌也 / 作曲：尾関裕司 / 編曲：若草恵
4. Rain Rain  (3:48)
  - 作詞：森田由美 / 作曲：広谷順子 / 編曲：藤田大士 / コーラス・アレンジ：広谷順子
5. After School  (4:01)
  - 作詞：竹内まりや / 作曲：竹内まりや / 編曲：大谷和夫 / コーラス・アレンジ：広谷順子

## ミュージシャン・クレジット
SIDE 1
1. Summery Prelude  (3:49)
Dr. 島村英二 EB. 美久月千晴 EG. 芳野藤丸 AG. 谷康一 Key. 西本明 Perc. 斎藤ノブ Tp. 中沢健次、江川美喜夫 Tb. 新井英治 Strings. Joeグループ Chorus. 広谷順子
2. 恋は南風  (2:50)
Dr. 宮崎全弘 EB. 松下英一 EG. 矢島賢 AG. 谷康一 Key. 大谷和夫 Perc. ペッカー Strings. 多グループ Chorus. 広谷順子
3. 禁じられた遊び  (3:42)
Dr. 伊藤史朗　EB.　松本茂 EG. 矢島賢 AG. 吉川忠英 Key. 中西康晴 Perc. 鳴島英治 Fl. 衛藤幸雄、相馬充 Strings. 多グループ Chorus. 広谷順子
4. 五月生まれ  (3:38)
Dr. 島村英二 EB. 金田一昌吾 EG. 青山徹 AG. 谷康一 Key. 中西康晴 Perc. 斎藤ノブ Strings. 多グループ
5. 私のモナミ  (3:23)
Dr. 滝本秀延 EB. 美久月千晴 EG. 矢島賢、松原正樹 AG. 笛吹利明 Key. 西本明 Perc. ペッカー、白石健二 Strings. 多グループ Chorus. 尾関昌也、尾関裕司、広谷順子

SIDE 2
1. "好き"と言えたら  (3:27)
Dr. 森谷順 EB. 美久月千晴 EG. 青山徹 Perc. 鳴島英治 Key. 山田英俊 Cheresta. 広谷順子 Strings. 川上グループ Chorus. 広谷順子
2. 小さな恋のメロディ  (3:21)
Dr. 滝本秀延 EB. 美久月千晴 EG. 矢島賢 AG. 笛吹利明 Key. 西本明、大村雅朗 Perc. ペッカー Fl. 衛藤幸雄 Harp. 山川恵子
3. ファニーガール  (3:31)
Dr. 島村英二 EB. 金田一昌吾 EG. 今剛 AG. 谷康一 Key. 中西康晴、富樫春生 Perc. 斎藤ノブ Harp. 山川恵子 Strings. 多グループ Chorus. 尾関昌也、尾関裕司、広谷順子
4. Rain Rain  (3:48)
Dr. 島村英二 EB. 美久月千晴 EG. 芳野藤丸 AG. 谷康一 Key. 栗林稔、西本明 Perc. 斎藤ノブ Strings. Joeグループ Chorus. 広谷順子
5. After School  (4:01)
Dr. 宮崎全弘 EB. 松下英一 EG. 矢島賢 AG. 谷康一 Key. 大谷和夫 Perc. ペッカー Strings. 多グループ Chorus. 広谷順子 Ending Chorus. 広谷順子、小岩右忠、遠藤辰也 Ending Vocal. 水野きみこ、尾関昌也、尾関裕司、伊藤薫、森本精人、浜山豪材、大滝 "美川" 真爾、進藤仁巳

(出典：歌詞カードの裏面に記載のミュージシャン・クレジット)

## スタッフ・クレジット
- Producer：森本精人・三沢憲雄
- Director：小岩左忠・良田性生
- Recording & Remixing Engineer：北川照明
- Assistant Engineer：遠藤辰也
- Cutting Engineer：富田忠男
- Artist Manager：浜山豪材
- Photographer：武藤義
- Art Director & Designer：広野展生・近田郁子
- Stylist：ネコムトウ・九鬼直美
- Kimiee's Project Staff：古行勝博・佐藤彰・町田充生・本多有二・和田一郎・村山文彦・原田光男・大滝真爾・長谷田泰彦・岡充行
- Special Thanks to：広谷順子

(出典：歌詞カードの裏面に記載のスタッフ・クレジット)